# Пітер Гансен
Пітер Франклін Гансен (англ. Peter Franklin Hansen; 1921-2017) — американський актор, відомий за роллю адвоката Лі Болдвіна у серіалі «Головний госпіталь», яку зіграв у 1965—1976, 1977—1986, 1990 та 1992—2004 роках. У 1989 році він знявся у фільмі «Війна подружжя Роуз» з Денні Девіто, Кетлін Тернер та Майклом Дугласом.

## Біографія
Народився 5 грудня 1921 року в Окленді (Каліфорнія). Згодом сім'я переїхала у Детройт. Під час Другої світової війни служив у Корпусі морської піхоти США. Брав участь у боях на півдні Тихого океану. У 1950 році, після демобілізації, влаштувався актором на студію «Paramount Pictures». Знявся майже у 100 художніх фільмах та серіалах. У 1979 році отримав Денну премію «Еммі» за «найкращу роль другого плану у драматичному серіалі» за роль Лі Болдвіна у серіалі «Головний госпіталь».
У 1997 році Гансен почав грати персонажа в сестринському серіалі "Порт Чарльз". У перші роки існування "Порт-Чарльза" Болдвіни були основною сім'єю, зосередженою на синові Лі, Скотті, та онучці Карен. Після того, як сюжетна лінія повернула їх до "ГГ", Пітер час від часу з'являвся в обох шоу, востаннє — у 2004 р. Хоча згодом він залишив акторську кар'єру, він з'явився на позаекранній вечірці з нагоди 50-річчя серіалу у 2013 р. разом із колишньою екранною дружиною Сьюзен Браун.  

## Особисте життя і смерть
Гансен зустрів свою майбутню дружину, Флоренс Елізабет "Бетті" Мо, коли навчався в середній школі, і одружився з нею в 1943 році.  Разом у них народилося троє дітей, Крістен, Пітер і Гретхен, а також троє онуків: Елісон, Ерік і Джамал. Бетті померла в 1993 році, а його дочка Кріс — у 1996 році. Потім він прожив 24 роки в шлюбі з Барбарою Венцель.
Гансен жив у Тарзані, штат Каліфорнія, зі своєю сім'єю, він любив літати, мав власний літак Cessna протягом десятиліть, проводив багато канікул у високогір'ї Сьєрра-Невади. Він вів віддане духовне життя в єпископальній церкві Святого Миколая Мирлікійського в Енсіно, Каліфорнія. Помер Гансен 9 квітня 2017 року у своєму будинку в Тарзані, Каліфорнія, у віці 95 років. Він був кремований через Peaceful Reflections Cremation Care в Санта-Клариті, і його прах був повернутий родині.

## Фільмографія

### Фільми
| Рік  | Українська назва             | Оригінальна назва          | Роль                         | Посилання                                 |
| ---- | ---------------------------- | -------------------------- | ---------------------------- | ----------------------------------------- |
| 1934 | Віллем ван Оранж             | Willem van Oranje          | Людвик Гейден                | [ 10 ]                                    |
| 1950 | Таврований                   | Branded                    | Тоніо                        | [ 11 ] [ 12 ]                             |
| 1951 | Останній форпост             | The Last Outpost           | лейтенант Кросбі             | [ 13 ]                                    |
| 1951 |                              | Passage West               | Майкл Карнс                  | [ 14 ]                                    |
| 1951 | Мила, як ти можеш!           | Darling, How Could You!    | доктор Стів Кларк            | [ 15 ] [ 16 ] [ 17 ]                      |
| 1951 | Коли світи зіштовхнуться     | When Worlds Collide        | доктор Тоні Дрейк            | [ 18 ] [ 19 ]                             |
| 1952 | Найбільше шоу на Землі       | The Greatest Show on Earth | глядач                       | [ 20 ]                                    |
| 1952 | Заради цього варто жити      | Something to Live For      |                              | [ 21 ]                                    |
| 1952 | Дикун                        | The Savage                 | лейтенант Вестон Газерсолл   | [ 22 ] [ 23 ]                             |
| 1954 | Військовополонений           | Prisoner of War            | капітан Фред Осборн          | [ 24 ] [ 25 ]                             |
| 1954 | Бригадун                     | Brigadoon                  | Власник Нью-Йоркського клубу | [ 26 ] [ 27 ]                             |
| 1954 | Барабанний бій               | Drum Beat                  | лейтенант Гудсолл            | [ 28 ]                                    |
| 1954 |                              | The Violent Men            | Джордж Менефі                | [ 29 ] [ 30 ] [ 31 ]                      |
| 1955 | Куля для Джої                | A Bullet for Joey          | Фред                         |                                           |
| 1955 | Вершина Світу                | Top of the World           | капітан Кохрейн              | [ 32 ] [ 33 ]                             |
| 1955 | Пекло у затоці Сан-Франциско | Hell on Frisco Bay         | детектив Коннорс             | [ 34 ]                                    |
| 1956 |                              | The Proud and Profane      | лейтенант Гатчінс            | [ 35 ] [ 36 ] [ 37 ] [ 38 ]               |
| 1956 | Крик в ночі                  | A Cry in the Night         | доктор Фрейзі                | [ 39 ] [ 40 ]                             |
| 1956 | Десять заповідей             | The Ten Commandments       | Молодий помічник             | [ 41 ] [ 42 ] [ 43 ] [ 44 ] [ 45 ] [ 46 ] |
| 1957 | 5 кроків до небезпеки        | 5 Steps to Danger          | Карл Плессер                 | [ 47 ] [ 48 ] [ 49 ] [ 50 ]               |
| 1957 |                              | Three Violent People       | лейтенант Марр               | [ 51 ]                                    |
| 1958 |                              | The Deep Six               | лейтенант Дуллі              | [ 52 ] [ 53 ]                             |
| 1961 | Жменя чудес                  | Pocketful of Miracles      | помічник губернатора         |                                           |
| 1964 | Рушниці апачів               | Apache Shotgun             | капітан Грін                 |                                           |
| 1965 | Гарлоу                       | Harlow                     | асистент режисера            |                                           |
| 1989 | Війна подружжя Роуз          | The War of the Roses       | Маршалл                      |                                           |
| 2002 | Бабка                        | Dragonfly                  | Філіп Дарроу                 |                                           |

### Телесеріали
| Рік  | Українська назва          | Оригінальна назва          | Роль                   | Серії                                                |
| ---- | ------------------------- | -------------------------- | ---------------------- | ---------------------------------------------------- |
| 1950 | Ґолдберги                 | The Goldbergs              | Тед Гордон             |                                                      |
| 1954 |                           | Schlitz Playhouse of Stars | Запрошена зірка        | Episode: «At the Natchez Inn» (S 3:Ep 21)1           |
| 1954 |                           | Cavalcade of America       | Запрошена зірка        | Episode: «Duel at the O.K. Corral» (S 2:Ep 20)       |
| 1954 | Громадський захисник      | The Public Defender        | Запрошена зірка        | Episode: «Escape» (S 1:Ep 20)                        |
| 1954 | Самотній вовк             | The Lone Wolf              | Джексон Сміт           | Episode: «The Planetarium Story» (S 1:Ep 36)         |
| 1954 |                           | Schlitz Playhouse          | Клавдій Фабіан         | Episode: «The Roman and the Renegade» (S 3:Ep 49)    |
| 1954 | Лист до Лоретти           | The Loretta Young Show     | Джим Робертс           | Episode: «The Lamp» (S 2:Ep 4)                       |
| 1954 | Ваша улюблена історія     | Your Favorite Story        | Запрошена зірка        | Episode: «The Unknown» (S 3:Ep 1)                    |
| 1954 |                           | Lady in the Wings          | Едвард Макдавелл       |                                                      |
| 1954 | Космічний патруль         | Space Patrol               | доктор Пол Джейтс      | Episode: «Danger: Radiation» (S 4:Ep 37)             |
| 1954 | Самотній рейнджер         | The Lone Ranger            | Маршал Джим            | Episode: «Homer with a High Hat» (S 4:Ep 15)         |
| 1955 | Самотній рейнджер         | The Lone Ranger            | Білл Тейлор            | Episode: «The Law Lady» (S 4:EP 25)                  |
| 1955 | Самотній рейнджер         | The Lone Ranger            | Пітер Совтель          | Episode: «Sawtelle Saga's End» (S 4:Ep 29)           |
| 1955 | Громадський захисник      | The Public Defender        | Запрошена зірка        | Episode: «The Man Who Couldn't Remember» (S 2:Ep 18) |
| 1955 | Самотній рейнджер         | The Lone Ranger            | Джек Моррісон          | Episode: «Sheriff's Sale» (S 4:Ep 21)                |
| 1955 |                           | Lux Video Theatre          | Філіп Адамс            | Episode: «The Two Dollar Bettor» (S 6:Ep 3)          |
| 1955 | Самотній рейнджер         | The Lone Ranger            | Смайлі Філліпс         | Episode: «Death Goes to Press» (S 4:Ep 43)           |
| 1955 | Етап 7                    | Stage 7                    | капітан Чак Боске      | Episode: «Armed» (S 1:Ep 14)                         |
| 1955 | Громадський захисник      | The Public Defender        | Сіммс                  | Episode: «The Sapphire Mink» (S 2:Ep 32)             |
| 1955 | Театр фантастики          | Science Fiction Theatre    | доктор Ден Скотт       | Episode: «Beyond Return» (S 1:Ep 32)                 |
| 1956 | Кульмінація!              | Climax!                    | Лав'є                  | Episode: «Faceless Adversary» (S 2:Ep 33)            |
| 1956 | Театр фантастики          | Science Fiction Theatre    | доктор Ворен Старк     | Episode: «Signals from the Heart» (S 2:Ep 1)         |
| 1956 | Театр фантастики          | Science Fiction Theatre    | доктор Генрі Макстон   | Episode: «The Unguided Missile» (S 2:Ep 8)           |
| 1956 | Телефонний час            | Telephone Time             | Вільям Сміт            | Episode: «Grandpa Changes the World» (S 1:Ep 16)     |
| 1956 | Театр фантастики          | Science Fiction Theatre    | професор Норман Гадж   | Episode: «The Throwback» (S 2:Ep 19)                 |
| 1956 | Зламана стріла            | Broken Arrow               | капітан Денніс Фаррелл | Episode: «Medicine Men» (S 1:Ep 6)                   |
| 1956 | Театр фантастики          | Science Fiction Theatre    | доктор Едгар Бернс     | Episode: «Doctor Robot» (S 2:Ep 30)                  |
| 1956 | Зламана стріла            | Broken Arrow               | капітан Денніс Фаррелл | Episode: «Rebellion» (S 1:Ep 22)                     |
| 1957 | Доктор Крістіан           | Dr. Christian              | Руфус Корнінг          | Episode: «Revenge» (S 1:Ep 16)                       |
| 1957 | Театр фантастики          | Science Fiction Theatre    | доктор Джим Валлабі    | Episode: «The Strange Lodger» (S 2:Ep 39)            |
| 1957 |                           | Zane Grey Theater]         | Голтон                 | Episode: «Village of Fear» (S 1:Ep 210)              |
| 1957 | Сірий привид              | The Gray Ghost             |                        | Episode: «Renegade Rangers» (S 1:Ep 28)              |
| 1957 | Військово-морський журнал | Navy Log                   | Запрошена зірка        | Episode: «The Lady and the Atom» (S 2:Ep 23)         |
| 1957 | Доктор Крістіан           | Dr. Christian              | Волтерс                | Episode: «The Alien» (S 1: Ep 25)                    |
| 1957 | Військово-морський журнал | Navy Log                   | Баррі                  | Episode: «The Marines Have Landed» (S 2:Ep 35)       |
| 1957 | Зламана стріла            | Broken Arrow               | капітан Денніс Фаррелл | Episode: «White Man's Magic» (S 2:Epp 1)             |
| 1958 | Політ                     | Flight                     | Ковач                  | Episode: «Flight Surgeon» (S 1:Ep 4)                 |
| 1965 | Головний госпіталь        | General Hospital           | Лі Болдвін             |                                                      |
| 1997 | Порт Чарльз               | Port Charles               | Лі Болдвін             |                                                      |